# Тернтейблізм
Тернтейблізм (англ. turntablism) — це мистецтво маніпулювання звуками та створення нової музики, звукових ефектів, міксів та інших творчих звуків і бітів, зазвичай за допомогою двох або більше вертушок та ді-джейського мікшера з кросфейдером. Мікшер підключається до акустичної системи (для живих виступів) та/або обладнання для трансляції (якщо ді-джей виступає на радіо, телебаченні або інтернет-радіо), щоб ширша аудиторія могла почути його музику. Тернтейблісти зазвичай маніпулюють записами на вертушці, переміщуючи платівку рукою, щоб навести голку на точну точку на платівці, а також торкаючись або переміщуючи платівку, щоб зупинити, сповільнити, прискорити, прокрутити музику назад або рухати платівку вперед-назад (популярний ритмічний ефект «скретчингу», який є ключовою частиною хіп-хоп музики), використовуючи при цьому регулятор кросфейдера ді-джейського мікшера, а також регулятори посилення і еквалайзера, щоб відрегулювати звучання і рівень на кожній з платівок. Тернтейблісти зазвичай використовують дві або більше вертушок і навушники, щоб викликати бажані точки старту на різних записах.